# Бакадеуачи (муниципалитет)
Бакадеуачи (исп. Bacadéhuachi) — муниципалитет в Мексике, штат Сонора, с административным центром в одноимённом посёлке. Численность населения, по данным переписи 2020 года, составила 979 человек.

## Общие сведения
Название Bacadéhuachi происходит из языка индейцев опата, его можно перевести как — вход в тростники.
Площадь муниципалитета равна 1066 км², что составляет 0,6 % от площади штата, а наиболее высоко расположенное поселение Партенон, находится на высоте 1220 метров.
Он граничит с другими муниципалитетами Соноры: на севере с Уачинерой, на востоке с Накори-Чико, на юге с Сауарипой, на западе с Дивисадеросом, Гранадосом и Уасабасом.

## Учреждение и состав
Муниципалитет был образован 20 мая 1931 года, по данным 2020 года в его составе остался только один населённый пункт:
| Код INEGI                  | Населённый пункт                                                                         | Численность населения (2005 год) | Численность населения (2010 год) | Численность населения (2020 год) |
| -------------------------- | ---------------------------------------------------------------------------------------- | -------------------------------- | -------------------------------- | -------------------------------- |
| 008                        | Всего                                                                                    | 1264                             | 1252                             | 979                              |
| 0001                       | Бакадеуачи (исп. Bacadéhuachi) 29°48′33″ с. ш. 109°08′27″ з. д. (административный центр) | 1249                             | 1251                             | 979                              |
| 0205                       | Ла-Иерба-дель-Индио (исп. La Hierba del Indio) 29°48′46″ с. ш. 109°09′08″ з. д.          | 2                                | 1                                | —                                |
| 0003                       | Эль-Койоте (исп. El Coyote) 29°58′34″ с. ш. 109°07′56″ з. д.                             | 6                                | —                                | —                                |
| 0161                       | Пье-де-ла-Куэста (исп. Pie de la Cuesta) 30°00′43″ с. ш. 109°06′49″ з. д.                | 3                                | —                                | —                                |
| —                          | Прочие                                                                                   | 4                                | 0                                | 0                                |
| Названия на карте Генштаба |                                                                                          |                                  |                                  |                                  |

## Экономическая деятельность
По статистическим данным 2000 года, работоспособное население занято по секторам экономики в следующих пропорциях:
- сельское хозяйство, скотоводство и рыбная ловля — 37,6 %;
- промышленность и строительство — 28,5 %;
- торговля, сферы услуг и туризма — 32 %;
- безработные — 1,9 %.

## Инфраструктура
По статистическим данным 2020 года, инфраструктура развита следующим образом:
- электрификация: 99,7 %;
- водоснабжение: 90,5 %;
- водоотведение: 98,8 %.